# Acaena saccaticupula
Acaena saccaticupula es una especie de planta del género Acaena, perteneciente a la familia Rosaceae.

## Taxonomía
Acaena saccaticupula fue descrita por Bitter en 1910.

## Distribución
Se encuentra en el territorio sur de Nueva Zelanda.